# Państwa członkowskie NATO

Państwa członkowskie NATO

Organizacja Traktatu Północnoatlantyckiego – wojskowe przymierze 32 państw Ameryki Północnej i Europy (oraz w przypadku Turcji – częściowo Azji). Sojusz powstał 4 kwietnia 1949 po podpisaniu Traktatu Północnoatlantyckiego. Artykuł piąty (5) traktatu informuje, że każdy zbrojny atak na jedno z państw członkowskich będzie traktowany przez pozostałe państwa jako atak na nie same i w takiej sytuacji każdy z członków sojuszu udzieli pomocy napadniętej stronie, podejmując działania, jakie uzna za koniecznie, łącznie z użyciem siły zbrojnej. 26 lutego 2024 parlament Węgier zgodził się na przyjęcie Szwecji do struktur NATO.
Na 32 członków NATO, dwóch z nich pochodzi z Ameryki Północnej (Kanada i USA), a pozostali z Europy. Wszyscy członkowie posiadają siły zbrojne, jedynie Islandia nie posiada regularnej armii (jednakże utrzymuje straż nadbrzeżną oraz mały oddział żołnierzy do operacji pokojowych). Trzy państwa członkowskie posiadają broń jądrową: Francja, Wielka Brytania oraz USA.

Państwa członkowskie NATO według roku przystąpienia do sojuszu.

## Państwa członkowskie
| Data przystąpienia | Państwo            | Rozszerzenie | Uwagi |
| ------------------ | ------------------ | ------------ | --- |
| 4 kwietnia 1949    | Belgia             | –            | |
| 4 kwietnia 1949    | Kanada             | –            | |
| 4 kwietnia 1949    | Dania              | –            | |
| 4 kwietnia 1949    | Francja            | –            | |
| 4 kwietnia 1949    | Islandia           | –            | |
| 4 kwietnia 1949    | Włochy             | –            | |
| 4 kwietnia 1949    | Luksemburg         | –            | |
| 4 kwietnia 1949    | Holandia           | –            | |
| 4 kwietnia 1949    | Norwegia           | –            | |
| 4 kwietnia 1949    | Portugalia         | –            | |
| 4 kwietnia 1949    | Wielka Brytania    | –            | |
| 4 kwietnia 1949    | Stany Zjednoczone  | –            | |
| 18 lutego 1952     | Grecja             | Pierwsze     | |
| 18 lutego 1952     | Turcja             | Pierwsze     | |
| 9 maja 1955        | RFN                | Drugie       | 3 października 1990 tereny Niemieckiej Republiki Demokratycznej zostały przyłączone do Republiki Federalnej Niemiec. |
| 30 maja 1982       | Hiszpania          | Trzecie      | |
| 12 marca 1999      | Czechy             | Czwarte      | Jako część Czechosłowacji były członkiem Układu Warszawskiego w latach 1955–1991.                                    |
| 12 marca 1999      | Węgry              | Czwarte      | Były członkami Układu Warszawskiego w latach 1955–1991.                                                              |
| 12 marca 1999      | Polska             | Czwarte      | Były członkami Układu Warszawskiego w latach 1955–1991.                                                              |
| 29 marca 2004      | Bułgaria           | Piąte        | Były członkami Układu Warszawskiego w latach 1955–1991.                                                              |
| 29 marca 2004      | Estonia            | Piąte        | Byłe republiki związkowe ZSRR, członka Układu Warszawskiego w latach 1955–1991.                                      |
| 29 marca 2004      | Łotwa              | Piąte        | Byłe republiki związkowe ZSRR, członka Układu Warszawskiego w latach 1955–1991.                                      |
| 29 marca 2004      | Litwa              | Piąte        | Byłe republiki związkowe ZSRR, członka Układu Warszawskiego w latach 1955–1991.                                      |
| 29 marca 2004      | Rumunia            | Piąte        | Była członkiem Układu Warszawskiego w latach 1955–1991.                                                              |
| 29 marca 2004      | Słowacja           | Piąte        | Jako część Czechosłowacji była członkiem Układu Warszawskiego w latach 1955–1991.                                    |
| 29 marca 2004      | Słowenia           | Piąte        | Jako część Jugosławii była członkiem Ruchu Państw Niezaangażowanych w latach 1945–1991.                              |
| 1 kwietnia 2009    | Albania            | Szóste       | Była członkiem Układu Warszawskiego w latach 1955–1968.                                                              |
| 1 kwietnia 2009    | Chorwacja          | Szóste       | Jako część Jugosławii były członkami Ruchu Państw Niezaangażowanych w latach 1945–1991.                              |
| 5 czerwca 2017     | Czarnogóra         | Siódme       | Jako część Jugosławii były członkami Ruchu Państw Niezaangażowanych w latach 1945–1991.                              |
| 27 marca 2020      | Macedonia Północna | Ósme         | Jako część Jugosławii były członkami Ruchu Państw Niezaangażowanych w latach 1945–1991.                              |
| 4 kwietnia 2023    | Finlandia          | Dziewiąte    | |
| 7 marca 2024       | Szwecja            | Dziesiąte    | |